# Leo Kamman

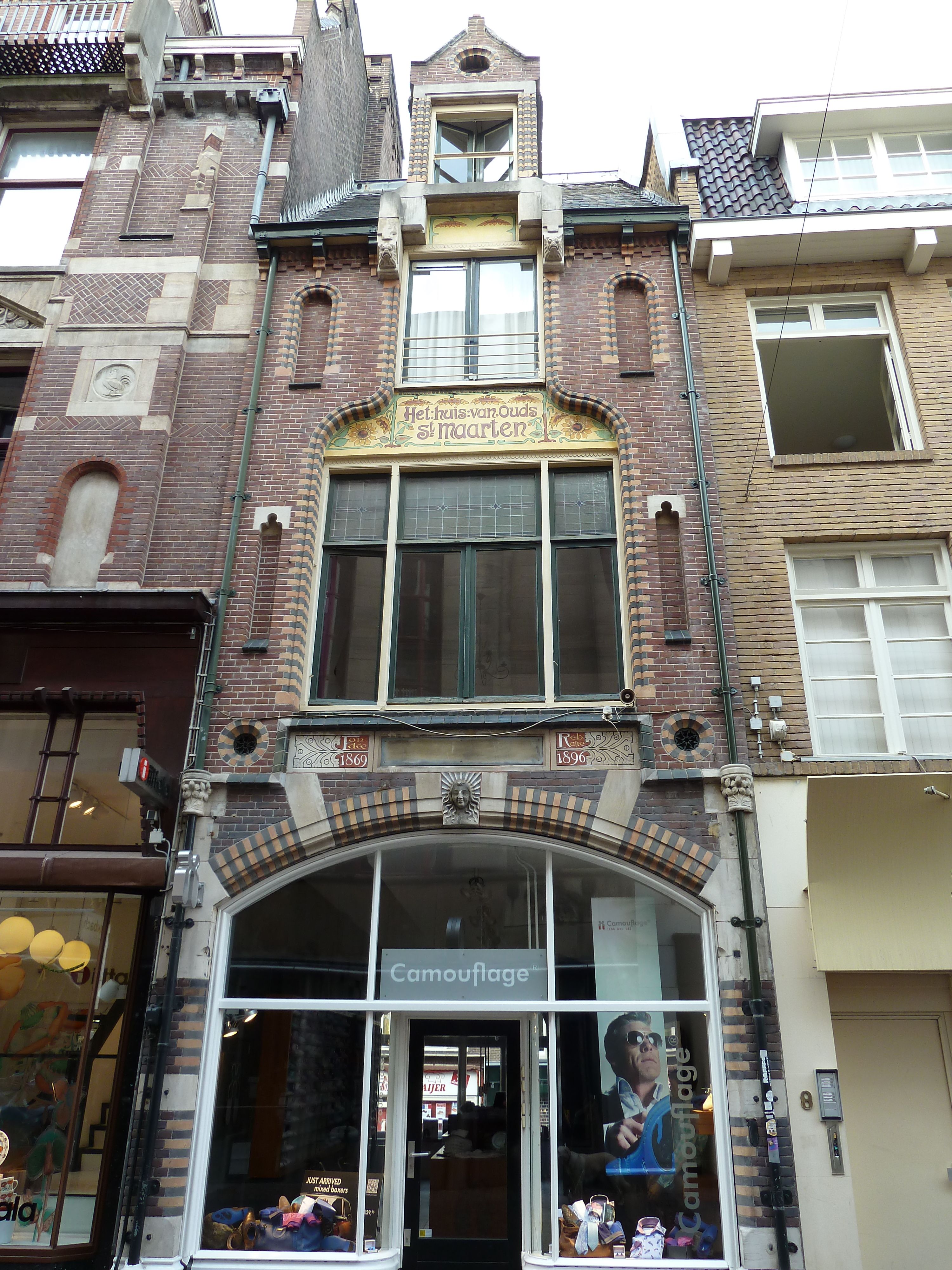
Choorstraat 6, Utrecht

Leonardus Johannes Theodorus (Leo) Kamman (Schiedam, 27 december 1865 – Amsterdam, 4 oktober 1941) was een Nederlands beeldhouwer.

## Leven en werk
Kamman was een zoon van de letterzetter Johannes Kamman en Maria Agnes van Gerven. Hij studeerde aan de Kunstnijverheidsschool Quellinus (1879-1882) bij Eduard Colinet en Emil Van den Bossche en vervolgde zijn opleiding in de decoratieve beeldhouwkunst aan de Rijksschool voor Kunstnijverheid Amsterdam (1884-1888) bij Ludwig Jünger. Hij maakte enige tijd deel uit van het gezelschap Labor et Ars, met onder anderen Joseph Mendes da Costa, Gerrit Dijsselhof, Maarten Zwollo en zijn latere zwager Lambertus Zijl. Kamman ontwierp en maakte vooral decoratieve beeldhouwkunst voor diverse gebouwen in de stad Utrecht, onder meer voor architect P.J. Houtzagers.
Van 1888 tot 1924 was Kamman docent boetseren en beeldhouwen in hout en steen aan de Teekenschool van de Vereeniging van het Utrechtsch Museum van Kunstnijverheid. Tot zijn leerlingen behoorden Leo Brom, Jos Merckelbagh en Gerrit Rietveld. Kamman trouwde in 1896 met Berta Maria Goossen (1866-1932). Haar zus Hendrika was vier jaar eerder getrouwd met de beeldhouwer Lambertus Zijl. Uit het huwelijk Kamman-Goossen werd onder anderen zoon Lou Kamman (1908-1982) geboren, die ook beeldhouwer werd.
Kamman overleed op 75-jarige leeftijd in zijn woonplaats Amsterdam en werd begraven op Zorgvlied.

## Werken (selectie)
- 1890-1892 ontwerp ornamenteel beeldhouwwerk voor de sociëteit Sic Semper, Trans 19, Utrecht
- 1892-1893 ontwerp timpaanvulling en beeldhouwwerk aan de gevel van het raadhuis van Soest
- 1895 beeldhouwwerk Nobelstraat 28-30 Utrecht
- 1896 beeldhouwwerk Choorstraat 6, Utrecht
- 1897 beelddhouwwerk verzekeringsmaatschappij De Kosmos, Stadhuisbrug/Choorstraat, Utrecht
- ca. 1924 beeldhouwwerk Oudegracht 167, Utrecht

- Biografisch Portaal: 79740771
- RKD-Nederlands Instituut voor Kunstgeschiedenis: 94659